# Điểm bưu điện văn hóa xã
Điểm bưu điện văn hóa xã là một mô hình kết hợp cung cấp các dịch vụ bưu chính, viễn thông cơ bản (bao gồm cả truy cập Internet) với việc phổ biến thông tin và đọc sách báo miễn phí của ngành Bưu điện Việt Nam cho người dân vùng nông thôn, góp phần cho sự phát triển kinh tế, văn hoá xã hội khu vực nông thôn, làm cho người dân được hưởng lợi ích của các dịch vụ Bưu chính, Viễn thông. Ngoài việc cung cấp các dịch vụ bưu chính viễn thông, điểm bưu điện văn hóa xã còn là nơi phục vụ nhân dân đến đọc sách báo miễn phí nhằm giúp người dân nông thôn có điều kiện tiếp cận với thông tin tri thức, nắm bắt chủ trương chính sách của Đảng, pháp luật Nhà nước, nâng cao dân trí và đời sống văn hoá tinh thần ở nông thôn. Người có công lớn nhất trong việc xây dựng hệ thông điểm bưu điện văn hóa xã là Ông Đỗ Trung Tá - nguyên Bộ trưởng Bộ Bưu chính, viễn thông.
Kể từ năm 1998 đến hết năm 2007, Tổng công ty Bưu chính Viễn thông Việt Nam (nay là Tập đoàn Bưu chính Viễn thông Việt Nam) đã triển khai xây dựng hệ thống Điểm bưu điện văn hóa xã trên phạm vi toàn Việt Nam.
Năm 2008, Tổng công ty Bưu chính Việt Nam (nay là Tổng công ty Bưu điện Việt Nam) được thành lập và chính thức tiếp nhận quản lý và vận hành hệ thống điểm BĐ-VHX từ Tập đoàn Bưu chính Viễn Thông Việt Nam, hệ thống BĐ-VHX chính thức được công nhận là thành phần của mạng bưu chính công cộng theo Quyết định 65/2008/QĐ-TTg của Thủ tướng Chính phủ và Quyết định 50/QĐ-BTT TT của Bộ Thông tin và Truyền thông.
Tính đến nay hệ thống Bưu điện văn hóa xã đã có 8.117 điểm trong đó có 2.001 điểm thuộc các xã đặc biệt khó khăn, bãi ngang, ven biển. Tổng diện tích đất được cấp 1.137.268 m², trung bình 185 m²/điểm. Các bưu điện tỉnh, thành phố có số điểm bưu điện văn hóa đưa vào sử dụng nhiều nhất là:
- Thanh Hóa: 570 điểm
- Nghệ An: 408 điểm
- Hà Nội: 374 điểm
- Phú Thọ: 245 điểm
- Thái Bình: 231 điểm
- Hà Tĩnh: 231 điểm
- Nam Định: 197 điểm
- Hòa Bình: 189 điểm
- Bắc Giang: 195 điểm
- Hải Dương: 185 điểm

Trước năm 1998 khi chưa có hệ thống Điểm bưu điện văn hóa xã, cả nước chỉ có 3.000 bưu cục tập trung chủ yếu ở các thành phố, thị xã. Bình quân cứ 25.500 người và trên diện tích 110 km² mới có 1 bưu cục phục vụ, người dân nói chung và bà con nông dân vùng nông thôn, vùng sâu, miền núi, dân tộc thiểu số gặp rất nhiều khó khăn khi có nhu cầu sử dụng các dịch vụ bưu chính viễn thông. Việc đầu tư và đưa vào sử dụng 8.021 điểm bưu điện văn hóa xã thời gian qua đã tạo nên một hệ thống mạng lưới điểm phục vụ bưu chính viễn thông rộng khắp với 18.941 điểm phục vụ trên toàn quốc. Diện tích phục vụ bình quân rút xuống chỉ còn là 17,5 km² /điểm, số dân phục vụ bình quân là 4.500 người/điểm, tương đương với chỉ tiêu của các nước trong khu vực.
Chương trình phát triển điểm bưu điện văn hóa xã đã góp phần tạo điều kiện thuận lợi để thực hiện thắng lợi mục tiêu 100% số xã có máy điện thoại vào năm 2005, đồng thời hình thành kênh cung cấp các dịch vụ bưu chính, viễn thông công ích phục vụ vùng nông thôn, miền núi, vùng sâu, vùng xa.

Sau 20 năm hoạt động hệ thống BĐ-VHX đã góp phần nâng cao tỷ lệ người dân được hưởng thụ các dịch vụ bưu chính, viễn thông, kích thích nhu cầu sử dụng thông tin, phục vụ phát triển kinh tế hàng hoá ở nông thôn. Việc hình thành hệ thống BĐ-VHX phục vụ nhân dân trên mọi miền đất nước đã góp phần nâng cao dân trí, đời sống vật chất, tinh thần của người dân ở các vùng nông thôn, đưa thông tin miền núi tiến kịp miền xuôi, rút ngắn khoảng cách giữa nông thôn và thành thị. Thực tế đã chứng minh thời gian qua BĐ-VHX đã trở thành một thiết chế văn hoá đặc biệt ở nông thôn, thể hiện bước đi sáng tạo của cán bộ công nhân viên Ngành Bưu điện trong việc đưa chủ trương, đường lối, chính sách của Đảng và pháp luật của Nhà nước vào cuộc sống, đáp ứng được yêu cầu nhiệm vụ chính trị, tư tưởng trong tình hình hiện nay
1. ↑  10 năm điểm bưu điển văn hóa xã.